# NGC 6969
NGC 6969 је спирална галаксија у сазвежђу Делфин која се налази на NGC листи објеката дубоког неба.
Деклинација објекта је + 7° 44' 25" а ректасцензија 20h 48m 27,6s. Привидна величина (магнитуда) објекта NGC 6969 износи 14,1 а фотографска магнитуда 15,0. NGC 6969 је још познат и под ознакама UGC 11633, MCG 1-53-1, CGCG 400-2, KARA 889, PGC 65425.